# ریا استالمن
ریا استالمن (هلندی: Ria Stalman؛ زادهٔ ۱۱ دسامبر ۱۹۵۱) پرتاب‌گر دیسک اهل هلند بود.
از افتخارات وی میتوان به کسب مدال طلا پرتاب دیسک در بازی‌های المپیک تابستانی ۱۹۸۴ اشاره کرد.